# أندرو بيترسون
أندرو بيترسون (بالإنجليزية: Andrew Peterson)‏ هو لاعب كرة قدم أمريكية أمريكي، ولد في 11 يونيو 1972 في غرينوك في المملكة المتحدة.

## وصلات خارجية
- أندرو بيترسون على موقع مرجع كرة القدم المحترفة.كوم (الإنجليزية)